# My Heart's Desire
My Heart's Desire is een nummer van het Nederlandse rockband Kane, afkomstig van hun debuutalbum As Long As You Want This. In 2004 verscheen een 11 minuten durende live-uitvoering van het nummer op single.
De originele versie van het nummer is nooit op single uitgebracht. In februari 2003 speelde Kane het nummer live tijdens een akoestisch optreden in de Pepsi Stage in Amsterdam. Deze versie verscheen op hun livealbum February en werd in het voorjaar van 2004 op single uitgebracht. De single werd echter geen succes; het bleef hangen op de 29e positie in de Tipparade.

## Tracklijst
Cd-single
1. "My Heart's Desire" - 11:56